# Moriz Winternitz
Moriz Winternitz (* 23. Dezember 1863 in Horn, Kaisertum Österreich; † 9. Januar 1937 in Prag) war ein österreichischer Indologe und Ethnologe, der sich vor allem mit der Sanskrit-Literaturgeschichte, mit dem Mahabharata und spätvedischen Ritualen beschäftigte. Seine Sanskritforschungen gelten noch heute als wegweisend.

## Leben und Werk
Moriz Winternitz wuchs im niederösterreichischen Horn bzw. im benachbarten Sigmundsherberg im östlichen Waldviertel auf. Seine Eltern betrieben einen kleinen Krämerladen, dessen Erlöse aber offenbar kaum ausreichten, um die Armutsgrenze zu überwinden. Immerhin konnten sie ihm den Besuch des Horner Gymnasiums (1872–1880) ermöglichen, das als zweitältestes Gymnasium Österreichs auf eine große Tradition zurückblickte und – wie damals üblich – die alten Sprachen Latein und Griechisch pflegte. „Lobenswerte“ bis „vorzügliche“ Leistungen in den sprachlichen Fächern des letzten Jahres am Gymnasium bildeten die Grundlage für seinen weiteren Weg. Er studierte anschließend klassische Philologie und Philosophie in Wien, wandte sich dann jedoch unter dem Einfluss von Georg Bühler der Indologie zu. In seiner Dissertation (1886) beschäftigte er sich mit dem altindischen Hochzeitsritual gemäß dem „Apastambiya Grihyasutra“, einem Werk der Sutra-Literatur, das er einige Jahre später in einer kritischen Ausgabe herausbrachte.
Im Jahr 1888 ging Winternitz nach Oxford und arbeitete an der University of Oxford mit Friedrich Max Müller an einer Neuausgabe des Rigveda. In Oxford wirkte er auch an verschiedenen Institutionen als Privatlehrer für Deutsch und Sanskrit. 1911 wurde er zum ordentlichen Professor für Sanskrit und Ethnologie an der deutschsprachigen Karl-Ferdinands-Universität in Prag ernannt, wo er bereits seit 1899 als Privatdozent lehrte und bis 1934 tätig blieb. Er veröffentlichte viele maßgebliche Studien im Bereich von Religion, Epen und Sanskrit-Literatur. Zudem befasste er sich, ausgehend von seiner Dissertation über das Hochzeitsritual, mit der Rolle der Frau in den indischen Religionen.
1911 kam Albert Einstein an die deutsche Universität in Prag und blieb für drei Semester. Er war Mitglied derselben Philosophischen Fakultät und mit Winternitz und seiner Familie, einschließlich der fünf Kinder, befreundet. Als Dekan der Fakultät empfing Winternitz im Juni 1921 den prominenten und gefeierten indischen Dichter, Autor, Philosophen und Nobelpreisträger Rabindranath Tagore als Gast der Universität. Ein Jahr später folgte er der Einladung Tagores an dessen Schule in Santiniketan, wo er 1922/1923 Sanskrit und alte indische Literatur unterrichtete. Eine langdauernde Freundschaft entstand und Tagore besuchte Prag 1926 ein weiteres Mal.
Zu seinen Prager Studenten zählten Vincenc Lesný, Wilhelm Gampert und Otto Stein, die später selbst namhafte Indologen wurden.
Ein wichtiges Studienfeld war für Winternitz auch das Epos Mahabharata, zu dem er bereits 1897 einen Beitrag im „Journal of the Royal Asiatic Society“ veröffentlicht hatte. Viele weitere Artikel folgten in den nächsten Jahren, darunter auch eine Studie über die Entstehung des Epos, wobei Winternitz die Auffassung vertrat, dass es nicht das Werk eines einzelnen Autors sei. 1901 regte er erstmals die Fertigung einer kritischen Ausgabe auf der Grundlage der zahlreichen Manuskripte an, die in zum Teil abweichenden Versionen vorliegen, wobei ihm die südindischen als besonders wichtig erschienen. Erst nach dem Ersten Weltkrieg konnten seine Pläne vom Bhankarkar Oriental Research Institute in Pune realisiert werden, das 1966 die „Erstellung der Critical Edition of the Mahabharata“ abschloss. Es war das große Verdienst von Winternitz, dieses Projekt angestoßen und als Mitglied des Herausgeber-Gremiums lange begleitet zu haben.
Als sein Hauptwerk gilt die „Geschichte der indischen Literatur“, die in drei Bänden von 1905 bis 1922 erschien. Darin behandelt Winternitz die vedische Literatur, die Epen und Puranas ebenso wie die buddhistischen und Jaina-Texte sowie Lyrik und Wissenschaft. 1927 erschien eine englische Ausgabe des Werks, deren erste beide Bände er noch selbst durchsehen konnte. 1934 brachten O. Stein und W. Gampert eine Bibliographie von Winternitz' Werken und Beiträgen heraus, die nicht weniger als 452 Titel nannte.
Moriz Winternitz war zivilgesellschaftlich sehr engagiert. Er förderte nach 1900 die Frauenbildung und hielt öffentliche Vorträge, in denen er sich für das Frauenwahlrecht einsetzte.
Angesichts der nationalsozialistischen und antisemitischen Bedrohung schlossen sich drei der Söhne von Winternitz sozialistischen und antifaschistischen Organisationen an. Sein Sohn Josef arbeitete in den zwanziger Jahren für die KP in Deutschland, musste aber 1933 nach Prag fliehen, als es für ihn zu gefährlich wurde. Nach dem Einmarsch der Deutschen 1938 in Prag emigrierten die Winternitz-Söhne nach England. Dem Vater Moriz blieb durch seinen Tod 1937 diese bittere Zeit erspart. Josef Winternitz ging nach dem Krieg 1948 nach Ostberlin und übernahm für kurze Zeit wichtige Rollen in der SED, bis er wegen einer Veröffentlichung ideologisch in Ungnade fiel. Er kehrte 1951 zu seiner Familie in England zurück, wo er ein Jahr später starb. Sein Sohn Artur Winternitz war Mathematiker.

## Veröffentlichungen (Auswahl)
- Das altindische Hochzeitsrituell. Mit Vergleichung der Hochzeitsbräuche bei den übrigen indogermanischen Völkern. Wien 1892.
- Was wissen wir von den Indogermanen? Beilagen zur Allgemeinen Zeitung. Nr. 238, 239, 246, 252 und 253 vom 20., 21. und 29. Oktober und 5. und 6. November 1903.
- Die Frau in der Völkerkunde, Wien 1905.
- Geschichte der indischen Literatur, 3 Bände, Leipzig 1905-1922 (Internet-Archiv: Bd. I., Bd. II.,Bd. III.; Die Litteraturen des Ostens in Einzeldarstellungen).
- Rabindranath Tagore – Religion und Weltanschauung des Dichters, Prag 1936.
- Religion und Moral – Ihr Wesen und ihr Verhältnis zueinander, Prag 1922.
- Mahatma Gandhi, Prag 1930